# Matrimonio igualitario en Brasil
El matrimonio igualitario en Brasil se encuentra legalizado desde el 16 de mayo de 2013, cuando el Poder Judicial brasileño legalizó el matrimonio igualitario en todo el territorio nacional.
Anteriormente, varias parejas del mismo sexo ya habían conseguido casarse por decisiones judiciales. El Supremo Tribunal Federal (STF) había decidido en 2011 que las uniones de hecho entre personas del mismo sexo constituyen familia y deben ser reconocidas como "uniones estables" en los términos del art. 226 de la Constitución Federal. Como dicho artículo establece que el Estado debe permitir la "conversión" de las uniones estables en casamiento civil, varias parejas así lo solicitaron en la Justicia y obtuvieron fallos favorables. En Alagoas, la Corregedoria Geral de Justiça dictó una reglamentación para que la sentencia del STF se aplique automáticamente en todo el Estado. Por otra parte, el Superior Tribunal de Justicia, también en 2011, falló a favor de una pareja de dos mujeres de Porto Alegre que reclamaban por su derecho a casarse. Sin embargo, al no existir una legislación federal que legalice este tipo de matrimonio, cada caso depende de una decisión judicial.

## Historia
En 2004, se produjo el primer reconocimiento a una pareja binacional del mismo sexo entre un inglés y un brasileño, como una pareja de hecho. La pareja había vivido junta durante catorce años, en la ciudad brasileña de Curitiba. Este precedente legal animó a otras parejas a registrar su unión en todo el país.
En 2010, el Ministerio de Relaciones Exteriores oficializó el derecho de las parejas de diplomáticos miembros de la comunidad LGTB, que representan a Brasil en el extranjero. La decisión, que iguala a las parejas homosexuales y heterosexuales, se anunció en un comunicado interno a las embajadas y consulados. Esta decisión complementa otras resoluciones, que han permitido a los funcionarios de los servicios del Ministerio de Relaciones Exteriores incluir a las parejas del mismo sexo como dependientes en los planes de salud.
También en 2010, la empresa estatal Infraero llegó a reconocer la unión estable entre parejas del mismo sexo para fines de concesión de prestaciones. El cambio se produjo con la firma de la nueva Convención Colectiva de Trabajo. Para recibir el beneficio, se debe haber inscrito al sindicato a través del notario público.
El 5 de mayo de 2011, el Supremo Tribunal Federal de Brasil dictaminó que las parejas del mismo sexo pueden constituir "uniones estables" (instituto reconocido en la Constitución que otorga derechos a los convivientes de hecho no casados) en todo el país. La decisión fue aprobada por 10 votos contra 0, uno de los magistrados se abstuvo de votar porque se había pronunciado ya a favor de las uniones para parejas del mismo sexo cuando era fiscal general. La unión estable, que hasta el fallo del STF sólo era permitida a las parejas heterosexuales, reconoce a las parejas los mismos derechos económicos y sociales que los otorgados en las relaciones heterosexuales, pero no reconoce el estatus de casados ni garantiza que el ejercicio de esos derechos sea automático. 
Una sentencia del Tribunal Supremo de Brasil se dio en respuesta a dos demandas, una presentada por el gobierno de Río de Janeiro en 2008, y otra en 2009 presentado por el Ministerio Público, un grupo de fiscales que forma parte del gobierno federal, pero independiente de los tres poderes. Para calificar como una unión estable, las parejas del mismo sexo puede registrarse oficialmente en los "cartórios" (registros civiles), o probar que conviven, de la misma manera que algunas parejas heterosexuales, teniendo una cuenta bancaria conjunta o viviendo en la misma dirección.

El 27 de junio de 2011, un juez en el Estado de São Paulo convirtió una unión estable en un matrimonio, de acuerdo con el artículo 226 de la Constitución, que prevé esa posibilidad. Al permitir las "uniones estables", el STF había, así, abierto la puerta al casamiento civil. Otros jueces, en otros estados, siguieron el mismo camino, y la CGJ de Alagoas estableció un criterio general para todos los casos, que implica una casi legalización del casamiento civil homosexual en ese estado. Sin embargo, al no haber una ley, cada caso sigue dependiendo de una decisión judicial.
El diputado federal Jean Wyllys, de Río de Janeiro, primer parlamentario abiertamente homosexual de la historia de Brasil, impulsó una enmienda constitucional que legalizaría a nivel federal el casamiento civil entre personas del mismo sexo.

## Matrimonio religioso
Al ser Brasil un país predominantemente católico, la influencia de la Iglesia católica en Brasil ha sido importante a lo largo de la historia, con una férrea oposición a equiparar el matrimonio religioso a las parejas homosexuales. No obstante, dentro del cristianismo brasileño existen denominaciones que sí permiten algún tipo de bendición de uniones del mismo sexo. La Iglesia episcopal anglicana del Brasil aprobó el matrimonio a parejas del mismo sexo en su sínodo de 2018.